# Cerro Colorado, Soteapan
Cerro Colorado är en ort i Mexiko.   Den ligger i kommunen Soteapan och delstaten Veracruz, i den sydöstra delen av landet, 500 km öster om huvudstaden Mexico City. Cerro Colorado ligger 167 meter över havet och antalet invånare är 154.
Terrängen runt Cerro Colorado är platt åt sydost, men åt nordväst är den kuperad. Runt Cerro Colorado är det ganska tätbefolkat, med 56 invånare per kvadratkilometer. Närmaste större samhälle är Acayucan, 19,1 km söder om Cerro Colorado. Omgivningarna runt Cerro Colorado är en mosaik av jordbruksmark och naturlig växtlighet.